# Igreja Nossa Senhora das Escadas

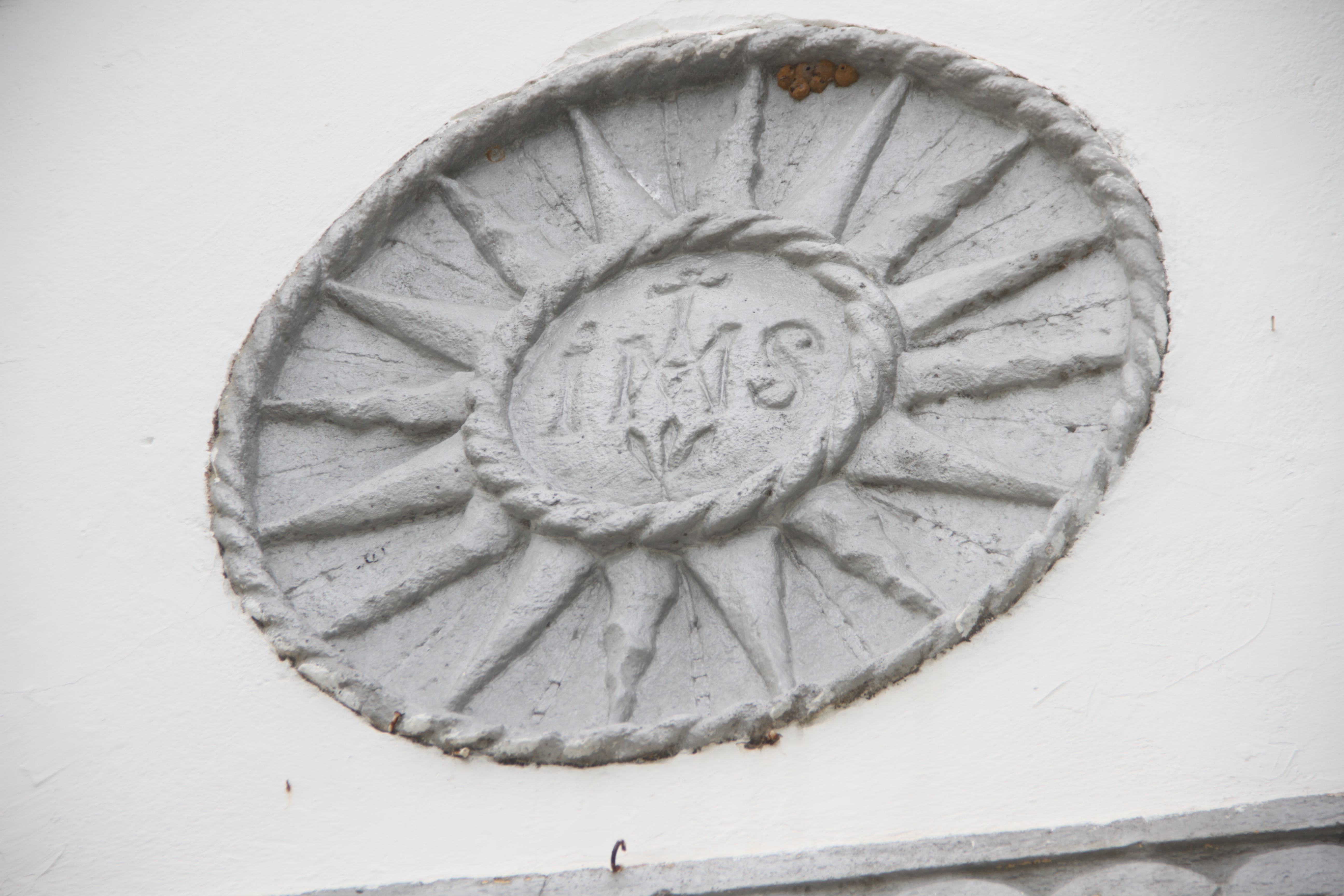
Detalhe ornamento solar esculpido pelo índios, com características do sincretismo religioso.

A Igreja de Nossa Senhora das Escadas é um templo religioso católico brasileiro localizado na Praça Cláudio Magalhães, na estância hidromineral de Olivença, distrito de Ilhéus. Olivença foi fundada como vila em 1691 pelos jesuítas para evangelização dos índios socós, nesse período chamava-se Aldeia de Nossa Senhora das Escadas.

## Características
Construída em 1700, detém área de 380 metros quadrados e apresenta características essencialmente jesuíticas a exemplos de outras construídas no estado da Bahia, como nas cidades de Porto Seguro, Salvador, Santo Amaro, Jacobina, Cairú e também na capela de Nossa Senhora Santana no Rio do Engenho, em Ilhéus. Inicialmente a edificação estava voltada para o norte, ocupava uma grande praça circundada por casinhas e mata nativa. Tais características que foram extremamente alteradas.
A igreja possui um altar, nave, capela-mor e anexo. Construída em alvenaria com pedras e tijolos chatos, adornada por detalhes em cantaria: portais, vergas, beirais e adorno em alto relevo do sol. Com telhado em duas águas, possui um interior simples e piso de lajota cerâmica. A mesma já sofreu algumas modificações nas suas características originais.
As imagens de Nossa Senhora das Escadas, Crucificado, São João e São Sebastião são encontradas no interior da Igreja, entretanto necessitando de restauração. É notória a participação dos indígenas na construção da Igreja, com evidencia marcante do ornamento solar com as inscrições I.H.S., caracterizando o sincretismo.
O estado de conservação da Igreja Nossa Senhora das Escadas é razoável.

## Tombamento
A edificação é tombada pelo Instituto do Patrimônio Artístico e Histórico do Estado da Bahia, conforme resolução de Tombamento Nº 12.531/10, de 22 de dezembro de 2010.